# Реакція Баудіша
Реакція Баудіша (англ. Baudisch reaction) — отримання о-нітрозофенолів з бензену або його заміщених при взаємодії з NH2OH і H2O2 в присутності солей міді.
Реакція Баудіша — назва реакції в органічній хімії, яка була вперше опублікована в 1939 році Оскаром Баудішем (1881-1950) і названа на його честь. У 1947 р. реакцію розвинув його колега Георг Кронхайм.